# Nioh
Pour l’article homonyme, voir Niō pour les divinités japonaises.
Nioh (仁王) est un jeu vidéo de type action-RPG développé par Team Ninja, sorti en février 2017 sur PlayStation 4,,,,. Le jeu est également sorti sur Microsoft Windows via la plateforme Steam le 7 novembre 2017. Il met en scène un univers de fantasy historique et a pour suite Nioh 2. 
Une version remastérisée du titre est sortie sur PlayStation 5 le 5 février 2021 dans la Collection Nioh, qui regroupe le jeu ainsi que sa suite.

## Contexte
Nioh se déroule dans un contexte semi-historique, à la fin de l'époque Sengoku juste avant la bataille de Sekigahara. Le joueur incarne William Adams, considéré comme étant le premier samouraï d’origine occidentale. D'autres personnages historiques, tels que Hattori Hanzō, Ieyasu Tokugawa, Ishida Mitsunari, Sanada Yukimura, Date Masamune et bien d'autres viennent renforcer le contexte historique de Nioh dans le rôle qu'ils ont chacun joués lors de cette époque de guerres et de conflits. La mythologie japonaise vient s'insérer dans ce contexte historique au cours du jeu, Adams sera notamment confronté à divers Oni et Yokai, et rencontrera divers esprits, tels que les Kodama.

## Système de jeu
Nioh est un jeu d'action-RPG exigeant, au rythme rapide, et introduisant une mécanique d'endurance, forçant le joueur à être patient lors des affrontements, avant d'exécuter des enchaînements techniques et dynamiques. Le joueur a un large choix de personnalisation, d'approche de combat, de positions d'attaques et de son style de jeu, que ce soit par les armes disponibles, les différents esprits gardiens présents, les classes (ninjutsu, magie onmyo, guerrier Samurai, etc.) ou l'équipement en général.

## Développement
Nioh a connu un développement chaotique dans le sens où il est passé par plusieurs mains. En effet, à la base, le jeu d'origine, qui ne devait être qu'un simple JRPG, a commencé par être développé en interne chez Tecmo-Koei. Malheureusement, le développement du projet n'aboutit pas et l'éditeur décide de transférer son travail à Omega Force, responsable de la série Dynasty/Samurai Warriors, qui n'en viendra  pas à bout. Finalement, Tecmo-Koei confie le développement du jeu à la Team Ninja, davantage spécialisée dans les jeux d'action (Ninja Gaiden, Dead or Alive). Pourtant, le studio japonais va réussir en s'inspirant d'une série de jeux au gameplay exigeant, Dark Souls, elle-même inspirée d’œuvres telle que le manga Berserk (univers sombre, atmosphère glauque et parfum de mort), le tout saupoudré d'une petite touche Onimusha pour l'ambiance du Japon féodal historique mélangé à un mysticisme/folklore bestial et horrifique.

## Accueil

### Critique
- Canard PC : 8/10 (PS4)[10] - 8/10 (PC)[11]

### Ventes
En mai 2018, le jeu passe la barre des 2 millions d'exemplaires vendus.
En février 2020, les développeurs annoncent avoir expédié 3 millions d'exemplaires du jeu.